# Nazionale femminile di calcio del Botswana
La nazionale di calcio femminile del Botswana è la rappresentativa calcistica femminile internazionale del Botswana, gestita dalla locale federazione calcistica (BFA).
In base alla classifica emessa dalla FIFA il 15 marzo 2024, la nazionale femminile occupa il 153º posto del FIFA/Coca-Cola Women's World Ranking.
Come membro della Confédération Africaine de Football (CAF), partecipa a vari tornei di calcio internazionali, come al Campionato mondiale FIFA, alla Coppa delle nazioni africane femminile, ai Giochi olimpici estivi e ai tornei a invito. Oltre alla CAF, come le altre nazionali di calcio che rappresentano il Botswana negli incontri internazionali, è membro della Council of Southern Africa Football Associations (COSAFA), che raggruppa le federazioni dell'Africa meridionale.
Il miglior risultato conseguito dalla nazionale femminile botswana è rappresentato dal raggiungimento dei quarti di finale nell'edizione 2022 della Coppa delle nazioni africane.

## Storia
Nel 2008 la nazionale del Botswana prese parte per la prima volta alla fase di qualificazione al campionato africano, venendo, però, eliminata dalla Namibia già nel turno preliminare. Negli anni successivi non riuscì ad andare oltre il primo turno delle qualificazioni, eccetto nell'edizione 2016, quando superò il primo turno battendo Mauritius, per poi essere eliminata dal Sudafrica al secondo turno.
Nelle qualificazioni all'edizione 2022 il Botswana eliminò l'Angola al primo turno; al secondo turno superò lo Zimbabwe per 3-1 in trasferta e perse il ritorno in casa per 0-2, ma, grazie alla regola dei gol fuori casa, conquistò l'accesso alla fase finale della Coppa delle nazioni africane per la prima volta. Nella fase finale la squadra venne sorteggiata nel gruppo C con Sudafrica, Nigeria e Burundi; vinse la partita d'esordio contro il Burundi e perse le altre due, concludendo il raggruppamento al terzo posto e qualificandosi alla fase a eliminazione diretta come una delle due migliori terze. Ai quarti di finale il Botswana venne sconfitto per 2-1 dalle padrone di casa del Marocco, venendo così eliminato dalla competizione.
Grazie al successo prima sul Gabon e poi sul Kenya, il Botswana ha superato le qualificazioni alla Coppa delle nazioni africane 2024.

## Partecipazione ai tornei internazionali
Legenda: Grassetto: Risultato migliore, Corsivo: Mancate partecipazioni